# Слесаренко, Анатолий Васильевич
Анато́лий Васи́льевич Слесаре́нко (род. 19 февраля 1957, Рубцовск) — советский, российский шахматный композитор. Международный гроссмейстер по шахматной композиции (2007). Проживает в городе Дубне Московской области.
Первая его задача была опубликована в 1985 году. Составил более 400 задач, 150 из которых были отмечены призами. Рейтинг в Альбомах ФИДЕ на 24 августа 2023 года — 161,17 балла.

## Композиции
|   | a | b | c | d | e | f | g | h |   |
| - | --- | --- | --- | --- | --- | --- | --- | --- | - |
| 8 | c8 чёрный конь · d7 чёрная пешка · f7 белый ферзь · b6 чёрная ладья · d5 чёрная пешка · f5 чёрная пешка · c4 чёрная пешка · e4 чёрный король · g4 чёрная пешка · c3 белая ладья · g3 белая пешка · h3 белый конь · c2 белый конь · d2 чёрная пешка · e2 чёрная пешка · g2 чёрный конь · h2 белый король · a1 белый слон | c8 чёрный конь · d7 чёрная пешка · f7 белый ферзь · b6 чёрная ладья · d5 чёрная пешка · f5 чёрная пешка · c4 чёрная пешка · e4 чёрный король · g4 чёрная пешка · c3 белая ладья · g3 белая пешка · h3 белый конь · c2 белый конь · d2 чёрная пешка · e2 чёрная пешка · g2 чёрный конь · h2 белый король · a1 белый слон | c8 чёрный конь · d7 чёрная пешка · f7 белый ферзь · b6 чёрная ладья · d5 чёрная пешка · f5 чёрная пешка · c4 чёрная пешка · e4 чёрный король · g4 чёрная пешка · c3 белая ладья · g3 белая пешка · h3 белый конь · c2 белый конь · d2 чёрная пешка · e2 чёрная пешка · g2 чёрный конь · h2 белый король · a1 белый слон | c8 чёрный конь · d7 чёрная пешка · f7 белый ферзь · b6 чёрная ладья · d5 чёрная пешка · f5 чёрная пешка · c4 чёрная пешка · e4 чёрный король · g4 чёрная пешка · c3 белая ладья · g3 белая пешка · h3 белый конь · c2 белый конь · d2 чёрная пешка · e2 чёрная пешка · g2 чёрный конь · h2 белый король · a1 белый слон | c8 чёрный конь · d7 чёрная пешка · f7 белый ферзь · b6 чёрная ладья · d5 чёрная пешка · f5 чёрная пешка · c4 чёрная пешка · e4 чёрный король · g4 чёрная пешка · c3 белая ладья · g3 белая пешка · h3 белый конь · c2 белый конь · d2 чёрная пешка · e2 чёрная пешка · g2 чёрный конь · h2 белый король · a1 белый слон | c8 чёрный конь · d7 чёрная пешка · f7 белый ферзь · b6 чёрная ладья · d5 чёрная пешка · f5 чёрная пешка · c4 чёрная пешка · e4 чёрный король · g4 чёрная пешка · c3 белая ладья · g3 белая пешка · h3 белый конь · c2 белый конь · d2 чёрная пешка · e2 чёрная пешка · g2 чёрный конь · h2 белый король · a1 белый слон | c8 чёрный конь · d7 чёрная пешка · f7 белый ферзь · b6 чёрная ладья · d5 чёрная пешка · f5 чёрная пешка · c4 чёрная пешка · e4 чёрный король · g4 чёрная пешка · c3 белая ладья · g3 белая пешка · h3 белый конь · c2 белый конь · d2 чёрная пешка · e2 чёрная пешка · g2 чёрный конь · h2 белый король · a1 белый слон | c8 чёрный конь · d7 чёрная пешка · f7 белый ферзь · b6 чёрная ладья · d5 чёрная пешка · f5 чёрная пешка · c4 чёрная пешка · e4 чёрный король · g4 чёрная пешка · c3 белая ладья · g3 белая пешка · h3 белый конь · c2 белый конь · d2 чёрная пешка · e2 чёрная пешка · g2 чёрный конь · h2 белый король · a1 белый слон | 8 |
| 7 | c8 чёрный конь · d7 чёрная пешка · f7 белый ферзь · b6 чёрная ладья · d5 чёрная пешка · f5 чёрная пешка · c4 чёрная пешка · e4 чёрный король · g4 чёрная пешка · c3 белая ладья · g3 белая пешка · h3 белый конь · c2 белый конь · d2 чёрная пешка · e2 чёрная пешка · g2 чёрный конь · h2 белый король · a1 белый слон | c8 чёрный конь · d7 чёрная пешка · f7 белый ферзь · b6 чёрная ладья · d5 чёрная пешка · f5 чёрная пешка · c4 чёрная пешка · e4 чёрный король · g4 чёрная пешка · c3 белая ладья · g3 белая пешка · h3 белый конь · c2 белый конь · d2 чёрная пешка · e2 чёрная пешка · g2 чёрный конь · h2 белый король · a1 белый слон | c8 чёрный конь · d7 чёрная пешка · f7 белый ферзь · b6 чёрная ладья · d5 чёрная пешка · f5 чёрная пешка · c4 чёрная пешка · e4 чёрный король · g4 чёрная пешка · c3 белая ладья · g3 белая пешка · h3 белый конь · c2 белый конь · d2 чёрная пешка · e2 чёрная пешка · g2 чёрный конь · h2 белый король · a1 белый слон | c8 чёрный конь · d7 чёрная пешка · f7 белый ферзь · b6 чёрная ладья · d5 чёрная пешка · f5 чёрная пешка · c4 чёрная пешка · e4 чёрный король · g4 чёрная пешка · c3 белая ладья · g3 белая пешка · h3 белый конь · c2 белый конь · d2 чёрная пешка · e2 чёрная пешка · g2 чёрный конь · h2 белый король · a1 белый слон | c8 чёрный конь · d7 чёрная пешка · f7 белый ферзь · b6 чёрная ладья · d5 чёрная пешка · f5 чёрная пешка · c4 чёрная пешка · e4 чёрный король · g4 чёрная пешка · c3 белая ладья · g3 белая пешка · h3 белый конь · c2 белый конь · d2 чёрная пешка · e2 чёрная пешка · g2 чёрный конь · h2 белый король · a1 белый слон | c8 чёрный конь · d7 чёрная пешка · f7 белый ферзь · b6 чёрная ладья · d5 чёрная пешка · f5 чёрная пешка · c4 чёрная пешка · e4 чёрный король · g4 чёрная пешка · c3 белая ладья · g3 белая пешка · h3 белый конь · c2 белый конь · d2 чёрная пешка · e2 чёрная пешка · g2 чёрный конь · h2 белый король · a1 белый слон | c8 чёрный конь · d7 чёрная пешка · f7 белый ферзь · b6 чёрная ладья · d5 чёрная пешка · f5 чёрная пешка · c4 чёрная пешка · e4 чёрный король · g4 чёрная пешка · c3 белая ладья · g3 белая пешка · h3 белый конь · c2 белый конь · d2 чёрная пешка · e2 чёрная пешка · g2 чёрный конь · h2 белый король · a1 белый слон | c8 чёрный конь · d7 чёрная пешка · f7 белый ферзь · b6 чёрная ладья · d5 чёрная пешка · f5 чёрная пешка · c4 чёрная пешка · e4 чёрный король · g4 чёрная пешка · c3 белая ладья · g3 белая пешка · h3 белый конь · c2 белый конь · d2 чёрная пешка · e2 чёрная пешка · g2 чёрный конь · h2 белый король · a1 белый слон | 7 |
| 6 | c8 чёрный конь · d7 чёрная пешка · f7 белый ферзь · b6 чёрная ладья · d5 чёрная пешка · f5 чёрная пешка · c4 чёрная пешка · e4 чёрный король · g4 чёрная пешка · c3 белая ладья · g3 белая пешка · h3 белый конь · c2 белый конь · d2 чёрная пешка · e2 чёрная пешка · g2 чёрный конь · h2 белый король · a1 белый слон | c8 чёрный конь · d7 чёрная пешка · f7 белый ферзь · b6 чёрная ладья · d5 чёрная пешка · f5 чёрная пешка · c4 чёрная пешка · e4 чёрный король · g4 чёрная пешка · c3 белая ладья · g3 белая пешка · h3 белый конь · c2 белый конь · d2 чёрная пешка · e2 чёрная пешка · g2 чёрный конь · h2 белый король · a1 белый слон | c8 чёрный конь · d7 чёрная пешка · f7 белый ферзь · b6 чёрная ладья · d5 чёрная пешка · f5 чёрная пешка · c4 чёрная пешка · e4 чёрный король · g4 чёрная пешка · c3 белая ладья · g3 белая пешка · h3 белый конь · c2 белый конь · d2 чёрная пешка · e2 чёрная пешка · g2 чёрный конь · h2 белый король · a1 белый слон | c8 чёрный конь · d7 чёрная пешка · f7 белый ферзь · b6 чёрная ладья · d5 чёрная пешка · f5 чёрная пешка · c4 чёрная пешка · e4 чёрный король · g4 чёрная пешка · c3 белая ладья · g3 белая пешка · h3 белый конь · c2 белый конь · d2 чёрная пешка · e2 чёрная пешка · g2 чёрный конь · h2 белый король · a1 белый слон | c8 чёрный конь · d7 чёрная пешка · f7 белый ферзь · b6 чёрная ладья · d5 чёрная пешка · f5 чёрная пешка · c4 чёрная пешка · e4 чёрный король · g4 чёрная пешка · c3 белая ладья · g3 белая пешка · h3 белый конь · c2 белый конь · d2 чёрная пешка · e2 чёрная пешка · g2 чёрный конь · h2 белый король · a1 белый слон | c8 чёрный конь · d7 чёрная пешка · f7 белый ферзь · b6 чёрная ладья · d5 чёрная пешка · f5 чёрная пешка · c4 чёрная пешка · e4 чёрный король · g4 чёрная пешка · c3 белая ладья · g3 белая пешка · h3 белый конь · c2 белый конь · d2 чёрная пешка · e2 чёрная пешка · g2 чёрный конь · h2 белый король · a1 белый слон | c8 чёрный конь · d7 чёрная пешка · f7 белый ферзь · b6 чёрная ладья · d5 чёрная пешка · f5 чёрная пешка · c4 чёрная пешка · e4 чёрный король · g4 чёрная пешка · c3 белая ладья · g3 белая пешка · h3 белый конь · c2 белый конь · d2 чёрная пешка · e2 чёрная пешка · g2 чёрный конь · h2 белый король · a1 белый слон | c8 чёрный конь · d7 чёрная пешка · f7 белый ферзь · b6 чёрная ладья · d5 чёрная пешка · f5 чёрная пешка · c4 чёрная пешка · e4 чёрный король · g4 чёрная пешка · c3 белая ладья · g3 белая пешка · h3 белый конь · c2 белый конь · d2 чёрная пешка · e2 чёрная пешка · g2 чёрный конь · h2 белый король · a1 белый слон | 6 |
| 5 | c8 чёрный конь · d7 чёрная пешка · f7 белый ферзь · b6 чёрная ладья · d5 чёрная пешка · f5 чёрная пешка · c4 чёрная пешка · e4 чёрный король · g4 чёрная пешка · c3 белая ладья · g3 белая пешка · h3 белый конь · c2 белый конь · d2 чёрная пешка · e2 чёрная пешка · g2 чёрный конь · h2 белый король · a1 белый слон | c8 чёрный конь · d7 чёрная пешка · f7 белый ферзь · b6 чёрная ладья · d5 чёрная пешка · f5 чёрная пешка · c4 чёрная пешка · e4 чёрный король · g4 чёрная пешка · c3 белая ладья · g3 белая пешка · h3 белый конь · c2 белый конь · d2 чёрная пешка · e2 чёрная пешка · g2 чёрный конь · h2 белый король · a1 белый слон | c8 чёрный конь · d7 чёрная пешка · f7 белый ферзь · b6 чёрная ладья · d5 чёрная пешка · f5 чёрная пешка · c4 чёрная пешка · e4 чёрный король · g4 чёрная пешка · c3 белая ладья · g3 белая пешка · h3 белый конь · c2 белый конь · d2 чёрная пешка · e2 чёрная пешка · g2 чёрный конь · h2 белый король · a1 белый слон | c8 чёрный конь · d7 чёрная пешка · f7 белый ферзь · b6 чёрная ладья · d5 чёрная пешка · f5 чёрная пешка · c4 чёрная пешка · e4 чёрный король · g4 чёрная пешка · c3 белая ладья · g3 белая пешка · h3 белый конь · c2 белый конь · d2 чёрная пешка · e2 чёрная пешка · g2 чёрный конь · h2 белый король · a1 белый слон | c8 чёрный конь · d7 чёрная пешка · f7 белый ферзь · b6 чёрная ладья · d5 чёрная пешка · f5 чёрная пешка · c4 чёрная пешка · e4 чёрный король · g4 чёрная пешка · c3 белая ладья · g3 белая пешка · h3 белый конь · c2 белый конь · d2 чёрная пешка · e2 чёрная пешка · g2 чёрный конь · h2 белый король · a1 белый слон | c8 чёрный конь · d7 чёрная пешка · f7 белый ферзь · b6 чёрная ладья · d5 чёрная пешка · f5 чёрная пешка · c4 чёрная пешка · e4 чёрный король · g4 чёрная пешка · c3 белая ладья · g3 белая пешка · h3 белый конь · c2 белый конь · d2 чёрная пешка · e2 чёрная пешка · g2 чёрный конь · h2 белый король · a1 белый слон | c8 чёрный конь · d7 чёрная пешка · f7 белый ферзь · b6 чёрная ладья · d5 чёрная пешка · f5 чёрная пешка · c4 чёрная пешка · e4 чёрный король · g4 чёрная пешка · c3 белая ладья · g3 белая пешка · h3 белый конь · c2 белый конь · d2 чёрная пешка · e2 чёрная пешка · g2 чёрный конь · h2 белый король · a1 белый слон | c8 чёрный конь · d7 чёрная пешка · f7 белый ферзь · b6 чёрная ладья · d5 чёрная пешка · f5 чёрная пешка · c4 чёрная пешка · e4 чёрный король · g4 чёрная пешка · c3 белая ладья · g3 белая пешка · h3 белый конь · c2 белый конь · d2 чёрная пешка · e2 чёрная пешка · g2 чёрный конь · h2 белый король · a1 белый слон | 5 |
| 4 | c8 чёрный конь · d7 чёрная пешка · f7 белый ферзь · b6 чёрная ладья · d5 чёрная пешка · f5 чёрная пешка · c4 чёрная пешка · e4 чёрный король · g4 чёрная пешка · c3 белая ладья · g3 белая пешка · h3 белый конь · c2 белый конь · d2 чёрная пешка · e2 чёрная пешка · g2 чёрный конь · h2 белый король · a1 белый слон | c8 чёрный конь · d7 чёрная пешка · f7 белый ферзь · b6 чёрная ладья · d5 чёрная пешка · f5 чёрная пешка · c4 чёрная пешка · e4 чёрный король · g4 чёрная пешка · c3 белая ладья · g3 белая пешка · h3 белый конь · c2 белый конь · d2 чёрная пешка · e2 чёрная пешка · g2 чёрный конь · h2 белый король · a1 белый слон | c8 чёрный конь · d7 чёрная пешка · f7 белый ферзь · b6 чёрная ладья · d5 чёрная пешка · f5 чёрная пешка · c4 чёрная пешка · e4 чёрный король · g4 чёрная пешка · c3 белая ладья · g3 белая пешка · h3 белый конь · c2 белый конь · d2 чёрная пешка · e2 чёрная пешка · g2 чёрный конь · h2 белый король · a1 белый слон | c8 чёрный конь · d7 чёрная пешка · f7 белый ферзь · b6 чёрная ладья · d5 чёрная пешка · f5 чёрная пешка · c4 чёрная пешка · e4 чёрный король · g4 чёрная пешка · c3 белая ладья · g3 белая пешка · h3 белый конь · c2 белый конь · d2 чёрная пешка · e2 чёрная пешка · g2 чёрный конь · h2 белый король · a1 белый слон | c8 чёрный конь · d7 чёрная пешка · f7 белый ферзь · b6 чёрная ладья · d5 чёрная пешка · f5 чёрная пешка · c4 чёрная пешка · e4 чёрный король · g4 чёрная пешка · c3 белая ладья · g3 белая пешка · h3 белый конь · c2 белый конь · d2 чёрная пешка · e2 чёрная пешка · g2 чёрный конь · h2 белый король · a1 белый слон | c8 чёрный конь · d7 чёрная пешка · f7 белый ферзь · b6 чёрная ладья · d5 чёрная пешка · f5 чёрная пешка · c4 чёрная пешка · e4 чёрный король · g4 чёрная пешка · c3 белая ладья · g3 белая пешка · h3 белый конь · c2 белый конь · d2 чёрная пешка · e2 чёрная пешка · g2 чёрный конь · h2 белый король · a1 белый слон | c8 чёрный конь · d7 чёрная пешка · f7 белый ферзь · b6 чёрная ладья · d5 чёрная пешка · f5 чёрная пешка · c4 чёрная пешка · e4 чёрный король · g4 чёрная пешка · c3 белая ладья · g3 белая пешка · h3 белый конь · c2 белый конь · d2 чёрная пешка · e2 чёрная пешка · g2 чёрный конь · h2 белый король · a1 белый слон | c8 чёрный конь · d7 чёрная пешка · f7 белый ферзь · b6 чёрная ладья · d5 чёрная пешка · f5 чёрная пешка · c4 чёрная пешка · e4 чёрный король · g4 чёрная пешка · c3 белая ладья · g3 белая пешка · h3 белый конь · c2 белый конь · d2 чёрная пешка · e2 чёрная пешка · g2 чёрный конь · h2 белый король · a1 белый слон | 4 |
| 3 | c8 чёрный конь · d7 чёрная пешка · f7 белый ферзь · b6 чёрная ладья · d5 чёрная пешка · f5 чёрная пешка · c4 чёрная пешка · e4 чёрный король · g4 чёрная пешка · c3 белая ладья · g3 белая пешка · h3 белый конь · c2 белый конь · d2 чёрная пешка · e2 чёрная пешка · g2 чёрный конь · h2 белый король · a1 белый слон | c8 чёрный конь · d7 чёрная пешка · f7 белый ферзь · b6 чёрная ладья · d5 чёрная пешка · f5 чёрная пешка · c4 чёрная пешка · e4 чёрный король · g4 чёрная пешка · c3 белая ладья · g3 белая пешка · h3 белый конь · c2 белый конь · d2 чёрная пешка · e2 чёрная пешка · g2 чёрный конь · h2 белый король · a1 белый слон | c8 чёрный конь · d7 чёрная пешка · f7 белый ферзь · b6 чёрная ладья · d5 чёрная пешка · f5 чёрная пешка · c4 чёрная пешка · e4 чёрный король · g4 чёрная пешка · c3 белая ладья · g3 белая пешка · h3 белый конь · c2 белый конь · d2 чёрная пешка · e2 чёрная пешка · g2 чёрный конь · h2 белый король · a1 белый слон | c8 чёрный конь · d7 чёрная пешка · f7 белый ферзь · b6 чёрная ладья · d5 чёрная пешка · f5 чёрная пешка · c4 чёрная пешка · e4 чёрный король · g4 чёрная пешка · c3 белая ладья · g3 белая пешка · h3 белый конь · c2 белый конь · d2 чёрная пешка · e2 чёрная пешка · g2 чёрный конь · h2 белый король · a1 белый слон | c8 чёрный конь · d7 чёрная пешка · f7 белый ферзь · b6 чёрная ладья · d5 чёрная пешка · f5 чёрная пешка · c4 чёрная пешка · e4 чёрный король · g4 чёрная пешка · c3 белая ладья · g3 белая пешка · h3 белый конь · c2 белый конь · d2 чёрная пешка · e2 чёрная пешка · g2 чёрный конь · h2 белый король · a1 белый слон | c8 чёрный конь · d7 чёрная пешка · f7 белый ферзь · b6 чёрная ладья · d5 чёрная пешка · f5 чёрная пешка · c4 чёрная пешка · e4 чёрный король · g4 чёрная пешка · c3 белая ладья · g3 белая пешка · h3 белый конь · c2 белый конь · d2 чёрная пешка · e2 чёрная пешка · g2 чёрный конь · h2 белый король · a1 белый слон | c8 чёрный конь · d7 чёрная пешка · f7 белый ферзь · b6 чёрная ладья · d5 чёрная пешка · f5 чёрная пешка · c4 чёрная пешка · e4 чёрный король · g4 чёрная пешка · c3 белая ладья · g3 белая пешка · h3 белый конь · c2 белый конь · d2 чёрная пешка · e2 чёрная пешка · g2 чёрный конь · h2 белый король · a1 белый слон | c8 чёрный конь · d7 чёрная пешка · f7 белый ферзь · b6 чёрная ладья · d5 чёрная пешка · f5 чёрная пешка · c4 чёрная пешка · e4 чёрный король · g4 чёрная пешка · c3 белая ладья · g3 белая пешка · h3 белый конь · c2 белый конь · d2 чёрная пешка · e2 чёрная пешка · g2 чёрный конь · h2 белый король · a1 белый слон | 3 |
| 2 | c8 чёрный конь · d7 чёрная пешка · f7 белый ферзь · b6 чёрная ладья · d5 чёрная пешка · f5 чёрная пешка · c4 чёрная пешка · e4 чёрный король · g4 чёрная пешка · c3 белая ладья · g3 белая пешка · h3 белый конь · c2 белый конь · d2 чёрная пешка · e2 чёрная пешка · g2 чёрный конь · h2 белый король · a1 белый слон | c8 чёрный конь · d7 чёрная пешка · f7 белый ферзь · b6 чёрная ладья · d5 чёрная пешка · f5 чёрная пешка · c4 чёрная пешка · e4 чёрный король · g4 чёрная пешка · c3 белая ладья · g3 белая пешка · h3 белый конь · c2 белый конь · d2 чёрная пешка · e2 чёрная пешка · g2 чёрный конь · h2 белый король · a1 белый слон | c8 чёрный конь · d7 чёрная пешка · f7 белый ферзь · b6 чёрная ладья · d5 чёрная пешка · f5 чёрная пешка · c4 чёрная пешка · e4 чёрный король · g4 чёрная пешка · c3 белая ладья · g3 белая пешка · h3 белый конь · c2 белый конь · d2 чёрная пешка · e2 чёрная пешка · g2 чёрный конь · h2 белый король · a1 белый слон | c8 чёрный конь · d7 чёрная пешка · f7 белый ферзь · b6 чёрная ладья · d5 чёрная пешка · f5 чёрная пешка · c4 чёрная пешка · e4 чёрный король · g4 чёрная пешка · c3 белая ладья · g3 белая пешка · h3 белый конь · c2 белый конь · d2 чёрная пешка · e2 чёрная пешка · g2 чёрный конь · h2 белый король · a1 белый слон | c8 чёрный конь · d7 чёрная пешка · f7 белый ферзь · b6 чёрная ладья · d5 чёрная пешка · f5 чёрная пешка · c4 чёрная пешка · e4 чёрный король · g4 чёрная пешка · c3 белая ладья · g3 белая пешка · h3 белый конь · c2 белый конь · d2 чёрная пешка · e2 чёрная пешка · g2 чёрный конь · h2 белый король · a1 белый слон | c8 чёрный конь · d7 чёрная пешка · f7 белый ферзь · b6 чёрная ладья · d5 чёрная пешка · f5 чёрная пешка · c4 чёрная пешка · e4 чёрный король · g4 чёрная пешка · c3 белая ладья · g3 белая пешка · h3 белый конь · c2 белый конь · d2 чёрная пешка · e2 чёрная пешка · g2 чёрный конь · h2 белый король · a1 белый слон | c8 чёрный конь · d7 чёрная пешка · f7 белый ферзь · b6 чёрная ладья · d5 чёрная пешка · f5 чёрная пешка · c4 чёрная пешка · e4 чёрный король · g4 чёрная пешка · c3 белая ладья · g3 белая пешка · h3 белый конь · c2 белый конь · d2 чёрная пешка · e2 чёрная пешка · g2 чёрный конь · h2 белый король · a1 белый слон | c8 чёрный конь · d7 чёрная пешка · f7 белый ферзь · b6 чёрная ладья · d5 чёрная пешка · f5 чёрная пешка · c4 чёрная пешка · e4 чёрный король · g4 чёрная пешка · c3 белая ладья · g3 белая пешка · h3 белый конь · c2 белый конь · d2 чёрная пешка · e2 чёрная пешка · g2 чёрный конь · h2 белый король · a1 белый слон | 2 |
| 1 | c8 чёрный конь · d7 чёрная пешка · f7 белый ферзь · b6 чёрная ладья · d5 чёрная пешка · f5 чёрная пешка · c4 чёрная пешка · e4 чёрный король · g4 чёрная пешка · c3 белая ладья · g3 белая пешка · h3 белый конь · c2 белый конь · d2 чёрная пешка · e2 чёрная пешка · g2 чёрный конь · h2 белый король · a1 белый слон | c8 чёрный конь · d7 чёрная пешка · f7 белый ферзь · b6 чёрная ладья · d5 чёрная пешка · f5 чёрная пешка · c4 чёрная пешка · e4 чёрный король · g4 чёрная пешка · c3 белая ладья · g3 белая пешка · h3 белый конь · c2 белый конь · d2 чёрная пешка · e2 чёрная пешка · g2 чёрный конь · h2 белый король · a1 белый слон | c8 чёрный конь · d7 чёрная пешка · f7 белый ферзь · b6 чёрная ладья · d5 чёрная пешка · f5 чёрная пешка · c4 чёрная пешка · e4 чёрный король · g4 чёрная пешка · c3 белая ладья · g3 белая пешка · h3 белый конь · c2 белый конь · d2 чёрная пешка · e2 чёрная пешка · g2 чёрный конь · h2 белый король · a1 белый слон | c8 чёрный конь · d7 чёрная пешка · f7 белый ферзь · b6 чёрная ладья · d5 чёрная пешка · f5 чёрная пешка · c4 чёрная пешка · e4 чёрный король · g4 чёрная пешка · c3 белая ладья · g3 белая пешка · h3 белый конь · c2 белый конь · d2 чёрная пешка · e2 чёрная пешка · g2 чёрный конь · h2 белый король · a1 белый слон | c8 чёрный конь · d7 чёрная пешка · f7 белый ферзь · b6 чёрная ладья · d5 чёрная пешка · f5 чёрная пешка · c4 чёрная пешка · e4 чёрный король · g4 чёрная пешка · c3 белая ладья · g3 белая пешка · h3 белый конь · c2 белый конь · d2 чёрная пешка · e2 чёрная пешка · g2 чёрный конь · h2 белый король · a1 белый слон | c8 чёрный конь · d7 чёрная пешка · f7 белый ферзь · b6 чёрная ладья · d5 чёрная пешка · f5 чёрная пешка · c4 чёрная пешка · e4 чёрный король · g4 чёрная пешка · c3 белая ладья · g3 белая пешка · h3 белый конь · c2 белый конь · d2 чёрная пешка · e2 чёрная пешка · g2 чёрный конь · h2 белый король · a1 белый слон | c8 чёрный конь · d7 чёрная пешка · f7 белый ферзь · b6 чёрная ладья · d5 чёрная пешка · f5 чёрная пешка · c4 чёрная пешка · e4 чёрный король · g4 чёрная пешка · c3 белая ладья · g3 белая пешка · h3 белый конь · c2 белый конь · d2 чёрная пешка · e2 чёрная пешка · g2 чёрный конь · h2 белый король · a1 белый слон | c8 чёрный конь · d7 чёрная пешка · f7 белый ферзь · b6 чёрная ладья · d5 чёрная пешка · f5 чёрная пешка · c4 чёрная пешка · e4 чёрный король · g4 чёрная пешка · c3 белая ладья · g3 белая пешка · h3 белый конь · c2 белый конь · d2 чёрная пешка · e2 чёрная пешка · g2 чёрный конь · h2 белый король · a1 белый слон | 1 |
|   | a | b | c | d | e | f | g | h |   |

Ложный след:

1.Лd3? с угрозами 2.Кf2#[A]/Ф:d5#[B]

1…Кр:d3 2.Ф:f5#[C]

1…c:d3 2.Кg5#[D], но 1…d4!

Решение:

1.Лf3! с угрозами 2.Ф:f5#[C]/Кg5[D]#

1…Kp:f3 2.Ф:d5#[A]

1…g:f3 2.Кf2#[B]

Одесская тема — удвоение темы Руденко в двух фазах.